# Jonathan Sonnenschein
Jonathan Sonnenschein (* 6. August 1981 in Starnberg) ist ein deutscher Schauspieler.
Sonnenschein spielte bereits als Jugendlicher in mehreren Fernsehproduktionen mit. 2004 spielte er die Rolle des Dino Maldini in der Seifenoper Marienhof.

## Filmografie
- 2004: Marienhof, als Dino Maldini #2
- 2001: Marienhof, als Kevin Sattler
- 2001: Marienhof, als Dennis Sattler
- 1996: Zwei Brüder
- 1995: Die Sängerknaben